# Polystachya praecipitis
Polystachya praecipitis är en orkidéart som beskrevs av Victor Samuel Summerhayes. Polystachya praecipitis ingår i släktet Polystachya och familjen orkidéer.
Artens utbredningsområde är Tanzania. Inga underarter finns listade i Catalogue of Life.